# 光首阿氏杜父魚
光首阿氏杜父魚為輻鰭魚綱鮋形目杜父魚亞目杜父魚科的其中一種，為溫帶海水魚，分布於北太平洋俄羅斯Komandorski群島至墨西哥下加利福尼亞北部海域，棲息深度0-13公尺，體長可達14公分，棲息在潮間帶岩石海域，生活習性不明。

## 擴展閱讀
維基物種上的相關：光首阿氏杜父魚